# ポモナ (カリフォルニア州)
ポモナ（英: Pomona）は、アメリカ合衆国カリフォルニア州の南部ロサンゼルス郡にある都市である。人口は15万1713人（2020年）。
ポモナにはカリフォルニア州立ポリテクニック大学ポモナ校とウエスタン健康科学大学がある。ポモナ・カレッジは隣接するクレアモント市内にある。
市内にはロサンゼルス郡祭を開催するフェアプレックスがあり、またパワーエイド・ウィンタナショナルズ・ドラッグレース競技会や南カリフォルニア自動車クラブNHRAファイナルを開催するNHRAポモナ・レースウェイがある。
1980年代以降、ポモナで最も新しい地区であるフィリップスランチは急速に成長しており、中心街とダイアモンドバー市の間の丘陵に住宅が今も建設されている。今日のフィリップスランチはほとんど住宅で占められている。ポモナ北部は住宅が追加され、街路景観が修復されて中流階級化が進んでいる。
ポモナ市の位置はインランド・エンパイアとサンガブリエル・バレーの間にあたる。

## 歴史

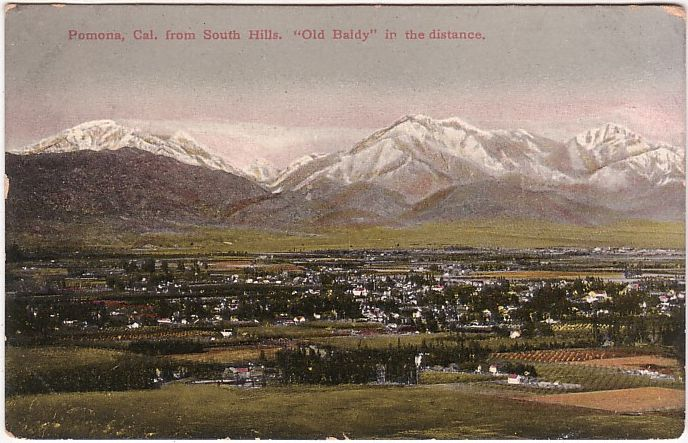
1910年の絵葉書、ポモナ・バレーの景色と遠くにボールディ山が見える

ポモナという名称はローマ神話の果実の女神「ポーモーナ」の英語読みである。市名コンテストで選ばれたもので、園芸家のソロモン・ゲーツという人物が提案した。この地域は1830年代にスペイン人がまず入植し、1868年頃にイギリス系アメリカ人が東部から移住を開始した。1880年代に鉄道が開通し、コーアチェラ・バレーの水が有ることで、柑橘類生産地の西の中心になった。1888年1月6日に正式に市制を布いた。2005年、ポモナ市民はグアテマラ人の血を引く女性ノーマ・トーレスを市長に選んだ。これはグアテマラ本国以外では初のことだった。

## 地理
ポモナはポモナ・バレーのロサンゼルス市郊外にあり、北緯34度3分39秒 西経117度45分21秒 / 北緯34.06083度 西経117.75583度に位置する。
アメリカ合衆国国勢調査局に拠れば、市域全面積は22.8平方マイル (59.2 km2)であり、すべて陸地である。
ロサンゼルスからは43km東、サンタアナの40km北、リバーサイドの50km西、サンバーナーディーノの59km西にある。
ポモナ市の周りは、北西にサンディマス、北にラバーンとクレアモント、東にモントクレアとチノ、南にチノヒルズとダイアモンドバー、南西にウォルナットの各自治体がある。

### 見どころ
- フェアプレックス、毎年ロサンゼルス郡祭が開催される - ポモナ・レースウェイ
- ロサンゼルス・スタジアム - インダストリー市内
- モノトクレア・プラザ - モントクレア市内のショッピングセンター
- レイジングウォーターズ - 水上公園
- ランチョサンタアナ植物庭園 - クレアモント市内
- イグナシオ・パロマレス・アドベ、ロサンゼルス郡の登録歴史史跡 - ポモナ市内
- ラ・カーサ・プリメーラ・デ・ランチョサンノゼ、ロサンゼルス郡の登録歴史史跡 - ポモナ市内
- ポモナ・エンビジョンズ・ザ・フューチャー、ポモナ芸術地区の壁画
- ザ・グラス・ハウス
- ポモナ・フォックス劇場 - アメリカ合衆国国家歴史登録財

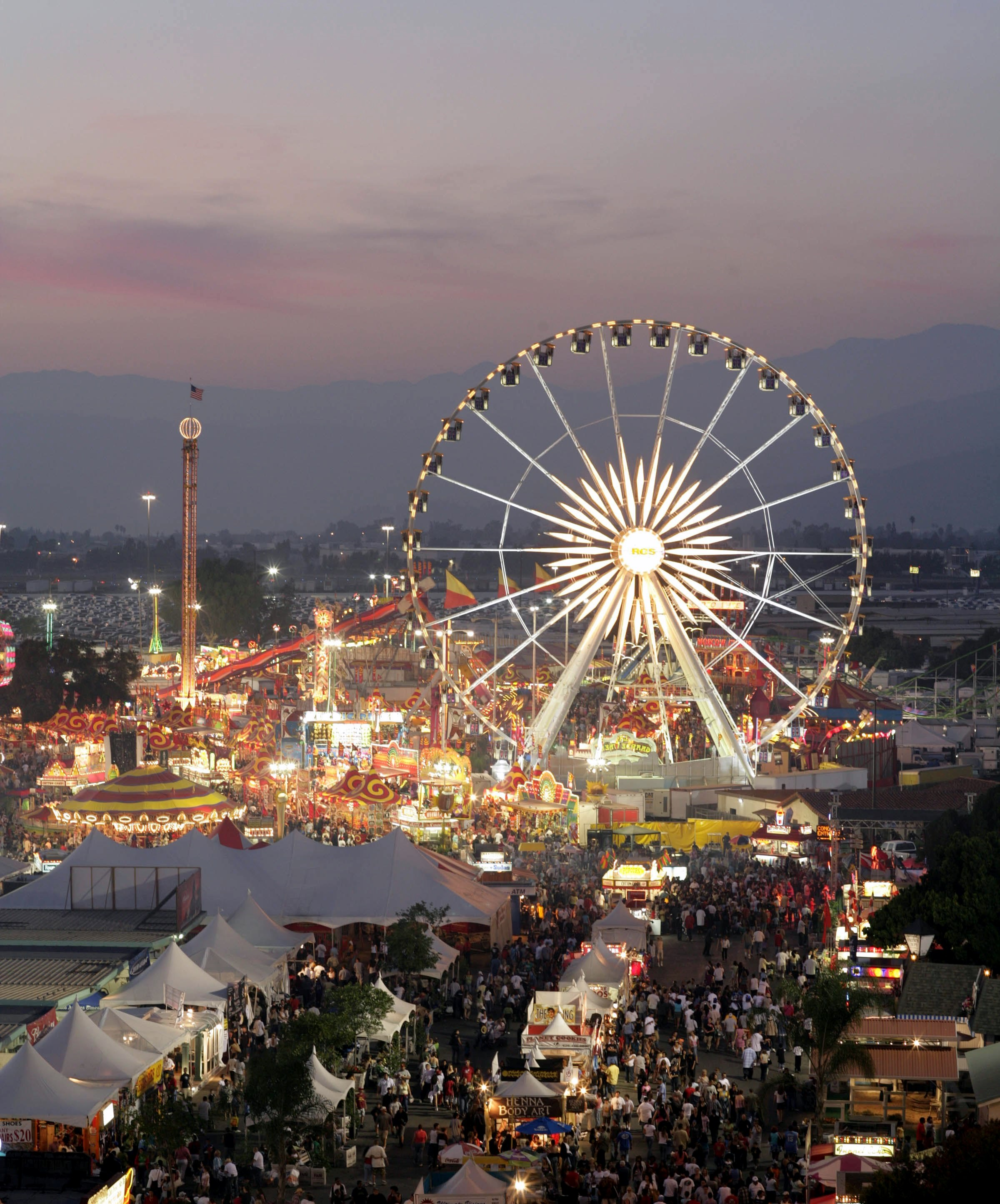
ロサンゼルス郡祭、2008年

## 交通

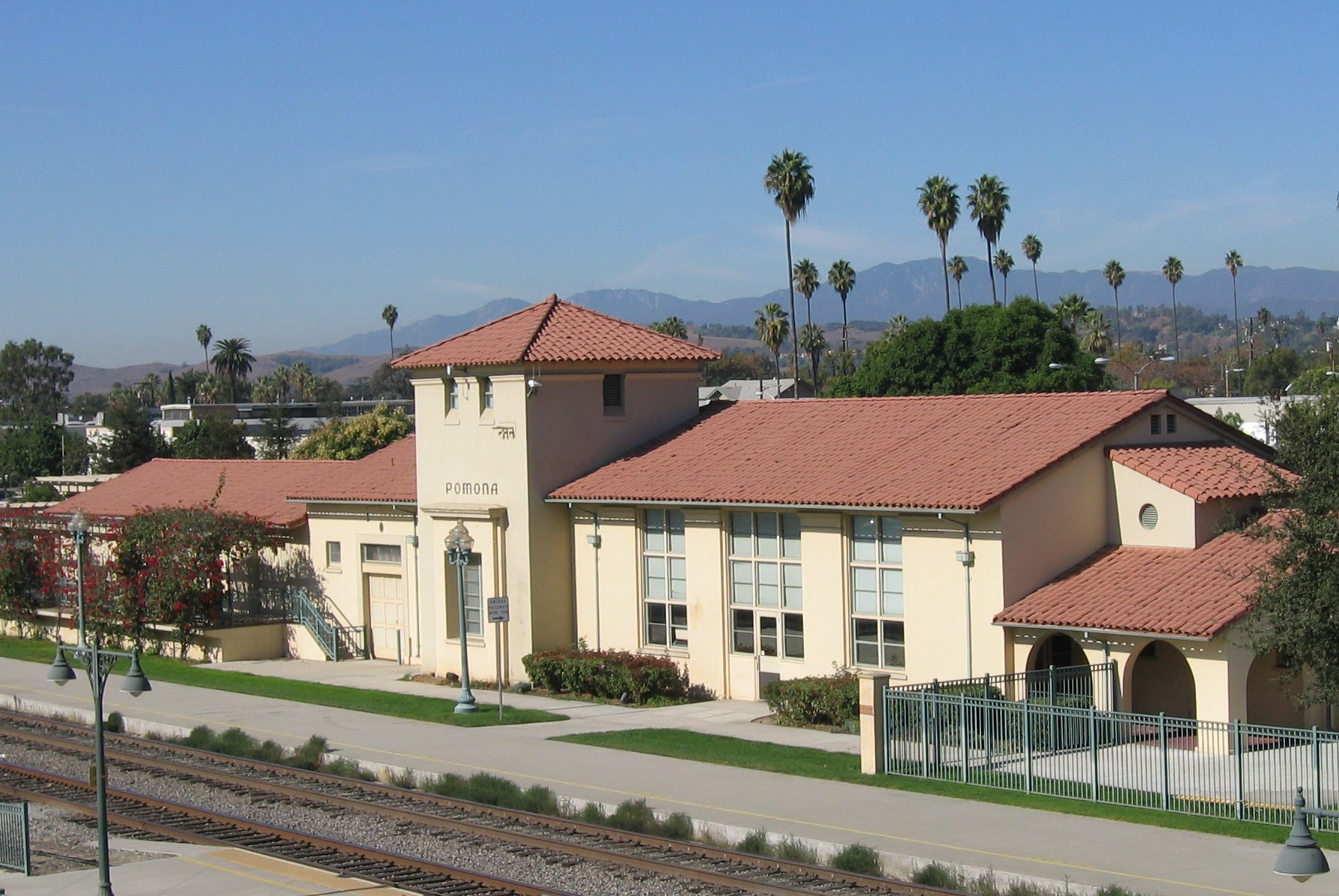
ポモナ駅

- 鉄道：ポモナ駅にはアムトラック、メトロリンクが乗り入れる。
- 道路：州間高速道路10号線
- 空港：オンタリオ国際空港に近い。

## 人口動態
以下は2000年の人口統計データである。
| 基礎データ - 人口: 149,473人 - 世帯数: 37,855世帯 - 家族数: 29,791家族 - 人口密度: 2,526.8/人/km2（6,544.3人/mi2） - 住居数: 39,598軒 - 住居密度: 669.4軒/km2（1,733.7軒/mi2） 人種別人口構成 - 白人: 41.76% - アフリカン・アメリカン: 9.63% - ネイティブ・アメリカン: 1.26% - アジア人: 7.20% - 太平洋諸島系: 0.21% - その他の人種: 34.93% - 混血: 5.01% - ヒスパニック・ラテン系: 64.47% 年齢別人口構成 - 18歳未満: 34.6% - 18-24歳: 13.0% - 25-44歳: 30.5% - 45-64歳: 15.5% - 65歳以上: 6.4% - 年齢の中央値: 26歳 - 性比（女性100人あたり男性の人口） - 総人口: 102.4 - 18歳以上: 101.1 | 世帯と家族（対世帯数） - 18歳未満の子供がいる: 49.8% - 結婚・同居している夫婦: 54.7% - 未婚・離婚・死別女性が世帯主: 16.3% - 非家族世帯: 21.3% - 単身世帯: 15.4% - 65歳以上の老人1人暮らし: 5.5% - 平均構成人数 - 世帯: 3.82人 - 家族: 4.22人 収入と家計 - 収入の中央値 - 世帯: 40,021 米ドル - 家族: 40,852米ドル - 性別 - 男性: 30,195米ドル - 女性: 26,135米ドル - 人口1人あたり収入: 13,336米ドル - 貧困線以下 - 対人口: 21.6% - 対家族数: 17.1% - 18歳未満: 27.4% - 65歳以上: 11.7% |

2000年時点で第一言語としてスペイン語を話す者は住民の55.47％であり、英語は37.51％、中国語0.84％となっている。

## 経済
ポモナの包括的年間財務報告書2008年版によれば、市内の大きな雇用主トップ20は以下の通りである。
| 順位 | 雇用主                                               | 従業員数 | 構成比率 |
| ---- | ---------------------------------------------------- | -------- | -------- |
| 1    | ポモナ統合教育学区                                   | 3,406    | 5.1%     |
| 2    | ポモナ・バレー病院                                   | 3,080    | 4.6%     |
| 3    | カリフォルニア州立ポリテクニック大学ポモナ校         | 2,640    | 3.9%     |
| 4    | ランターマン・開発センター                           | 1,780    | 2.6%     |
| 5    | ポモナ市                                             | 927      | 1.4%     |
| 6    | カーサコリーナ・リハビリテーションセンター           | 600      | 0.9%     |
| 7    | ヴェライゾン                                         | 596      | 0.9%     |
| 8    | ロイド・マテリアル・サプライ                         | 536      | 0.8%     |
| 9    | ロサンゼルス郡社会サービス部                         | 378      | 0.6%     |
| 10   | ヘイワード・インダストリーズ                         | 377      | 0.6%     |
| 11   | ファースト・トランシット                             | 311      | 0.5%     |
| 12   | インランドバレー・ケア・アンド・リハビリテテーション | 301      | 0.4%     |
| 13   | ロイヤル・キャビネッツ                               | 300      | 0.4%     |
| 14   | パイオニア電機                                       | 280      | 0.4%     |
| 15   | ウォルマート・ストア                                 | 240      | 0.4%     |
| 16   | バーティス                                           | 235      | 0.3%     |
| 17   | ハミルトン・サンドストランド                         | 210      | 0.3%     |
| 18   | アンホイザー・ブッシュ                               | 197      | 0.3%     |
| 19   | シェラトン・スイーツ・フェアプレックス               | 190      | 0.3%     |
| 20   | ホームデポ                                           | 184      | 0.3%     |

## 政治

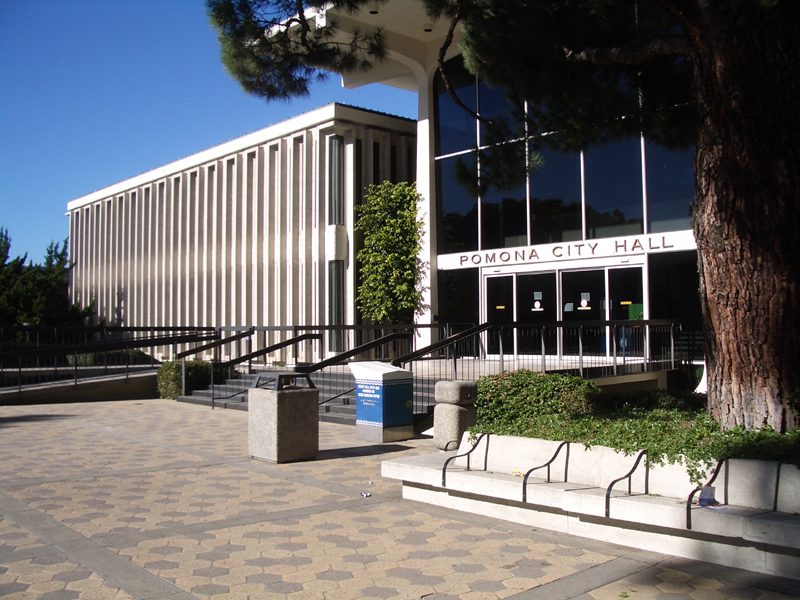
ポモナ市役所、1969年建築、設計はウェルトン・ベケットとB・H・アンダーソン

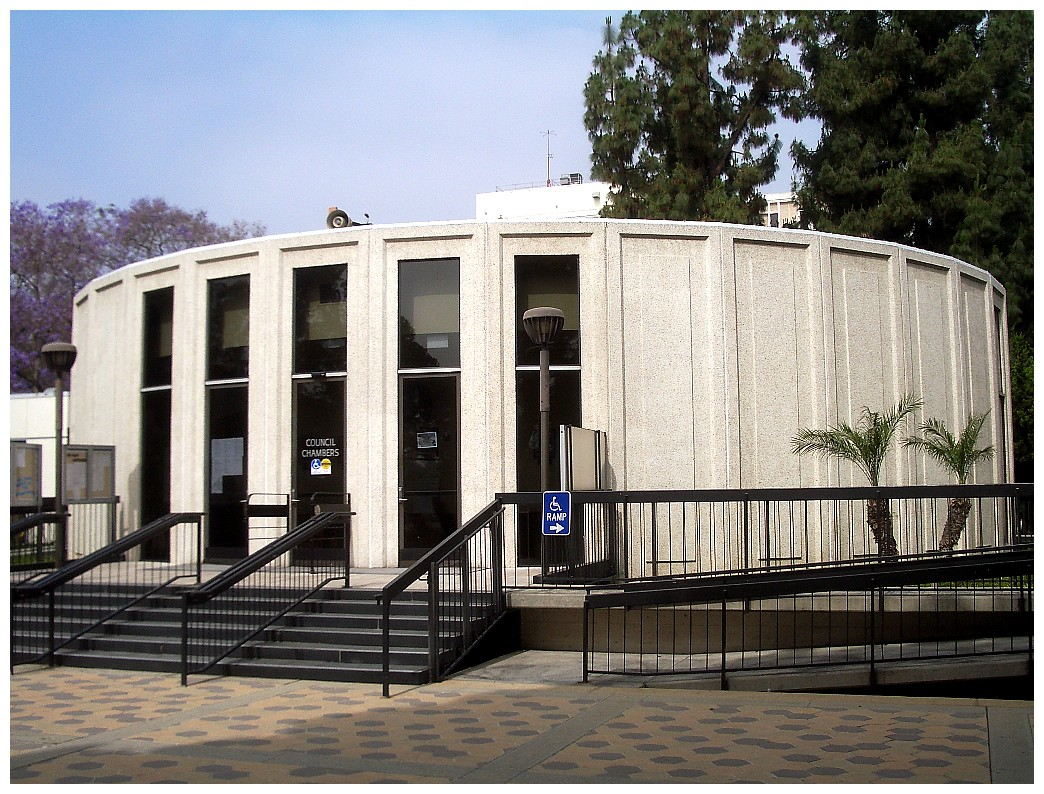
ポモナ市委員会室

### 市政府
ポモナ市の最近の包括的年間財務報告書に拠れば、市の歳入は2億2,030万ドル、歳出は2億2,550万ドル、総資産8億1,830万ドル、総負債5億2,000万ドル、現金と投資額8,060万ドルである。

### 郡政府
ロサンゼルス郡健康サービス部がポモナ市にあるポモナ健康センターを運営している。

### 州と連邦政府
カリフォルニア州議会上院では第32選挙区に属する。また下院では第61選挙区に属する。連邦議会下院では州第38選挙区に属している。クック投票動向指数では民主党+20である。2008年時点では全て民主党議員が代表を務めている。

## 教育

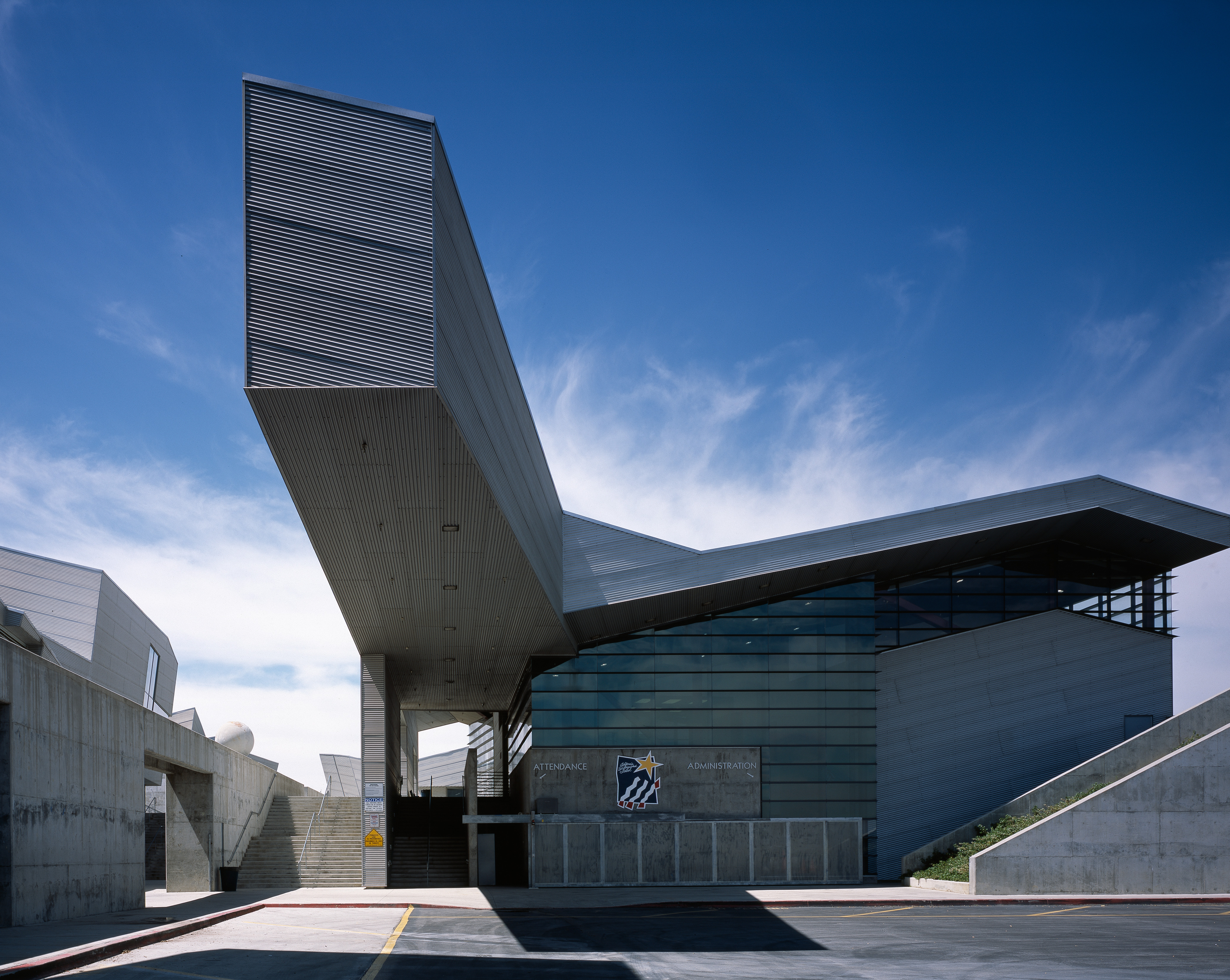
ダイアモンドランチ高校

ポモナ市とその周辺地域の大半はポモナ統合教育学区が公共教育を管轄し、ポモナ市の北部はクレアモント統合教育学区に入っている。
ホールト・ブールバードにはセントジョセフ小学校とポモナ・カトリック高校という2つの私立学校がある。芸術・実業学校はモンテレー・アベニューにあるチャーター高校である。ビレッジ・アカデミー高校も東ホールト・ブールバードと東エンド・アベニューにある。技術を中心にする高校である。

### カレッジと大学

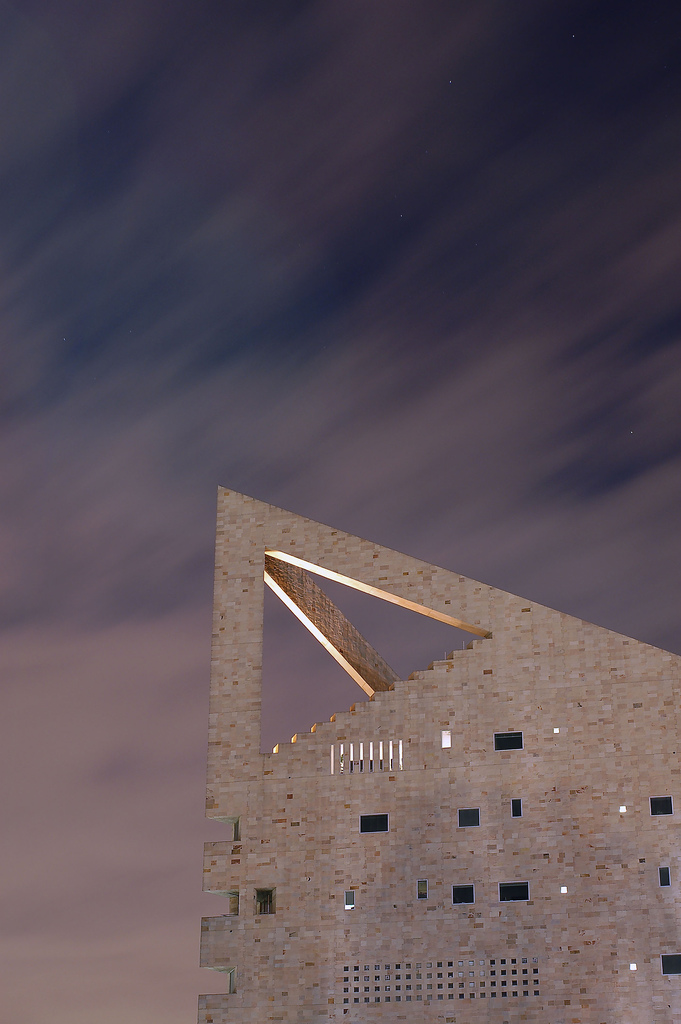
カリフォルニア州立ポリテクニック大学ポモナ校

- カリフォルニア州立ポリテクニック大学ポモナ校は10番と58番のフリーウェイ交差点の南西にある。この大学は市の西部隅にあった朝食用シリアルの大立者W・K・ケロッグの牧場に建設された。キャンパスの大半は市域に入っていない。学生数21,000人、キャンパス面積は1,437エーカー (5.7 km²) あり、カリフォルニア州立大学システムの中では2番目に土地が広い。土木工学と建築学[9]で知られており、大変洗練され、全国的な評価も高い[10]。
- ウエスタン健康科学大学はタウン・アベニュー近くハイウェイ10の南にある。カリフォルニア州では最大級の健康科学大学であり、整骨療法、獣医学、理学療法、医師助手、薬学、看護学の学位を与えており、2010年時点では歯科学、眼科学および足病学も加えられた。
- ポモナ・カレッジは1887年にポモナ市内に設立されたが、1889年に隣接するクレアモント市内に移転した。
- デブリー大学は民営営利高等教育機関であり、デブリー社が運営している[11]。

## メディア
ポモナ地域の主要日刊紙は「ロサンゼルス・タイムズ」である。「ラ・オピニオン」は主要スペイン語新聞である。他に次のような様々な地域新聞、週刊紙および雑誌がある。
- クレアモント・クーリエ
- インランド・バレー・デイリー・ブレティン
- サンガブリエル・バレー・トリビューン、ウェストコビーナの事務所で印刷

## 著名な住人
- ハムザ・アブドゥラー - アメリカンフットボール選手、クリーブランド・ブラウンズ
- フセイン・アブドゥラー - アメリカンフットボール選手、ミネソタ・バイキングス
- ジェシカ・アルバ - 女優
- リチャード・アーマー - 著作家
- ジーン・ブラック - カントリーの歌手
- ジム・チャンドラー - 著作家
- コールド187アム - ラッパー
- アルベルト・ダビラ - ボクサー、WBC バンタム級チャンピオン
- アル・ファーガソン - ワシントン大学アメリカンフットボール選手
- ロン・イングリッシュ - 東ミシガン大学アメリカンフットボールヘッドコーチ
- スガ・フリー - ラッパー
- ブライトニー・ガリバン - 折り紙に関する神話を暴いたことで知られる
- ドニー・ヒル - 野球選手（1981年-1992年）
- ブルース・ハインズ - シアトル・マリナーズの3塁コーチ
- ジム・キース - 著作家
- ジル・ケリー - ポルノ女優
- ウィル・キース・ケロッグ - 工業資本家
- ミスター・マーカス - ポルノ男優
- コケイン - ラッパー、俳優
- アバブ・ザ・ロー - ラップグループ
- マーク・マグワイア - 野球選手、オークランド・アスレチックス、セントルイス・カージナルス
- ダン・マグワイア - 元アメリカンフットボール選手
- シェーン・モズリー - ボクサー、元ライト級、ウェルター級、ライトミドル級チャンピオン、現在WBAウェルター級スーパー王座
- ダニエル・キーズ・モーラン
- エド・ネルソン テレビ番組Peyton Placeの俳優、1964年–1968年
- ケム・ナン - 著作家
- リッチー・サンドバル - ボクサー、元WBAバンタム級チャンピオン
- ボブ・シーグレン - メキシコオリンピック棒高跳び金メダリスト
- ミラード・シーツ - 画家
- ビル・シンガー ポモナ高校卒、MLB野球選手、ロサンゼルス・ドジャース
- ジェリー・E・スミス - 著作家
- セレスト・スター - ポルノ女優
- ランディ・スタイン - 野球選手、ミルウォーキー・ブルワーズ、シアトル・マリナーズ、シカゴ・カブス
- ブライアン・ストークス - 野球選手、タンパベイ・レイズ、ニューヨーク・メッツ
- ロバート・タージャン - コンピュータ科学者
- ジミー・バードン  - 元アメリカンフットボール選手、東ミシガン大学コーチ
- トム・ウェイツ - シンガーソングライター、作曲家、俳優
- デラニー・ウォーカー - アメリカンフットボール選手、サンフランシスコ・フォーティナイナーズ
- ロズ・ウィリアムズ - デスロックの父クリスチャン・デスのボーカル、
- トレバー・ライト - 俳優
- リッチ・イエット - 野球選手